# Partit de la llibertat i de l'Entesa
Partit de la llibertat i de l'Entesa (Hürriyet ve İtilaf Fırkası) conegut com a Entesa Liberal, fou un partit polític de l'Imperi Otomà, creat el 21 de novembre de 1911, substituint a alguns partits liberals i conservadors formats entre 1908 i 1911 i oposats al Comitè d'Unió i Progrés, del que es va escindir entre els quals els principals eren:
- Osmanlı Ahrar Fırkası, fundat el 1908
- Mutedil Hürriyetperveran Fırkası, fundat el 1909
- Ahali Fırkası, fundat el 1910 (amb representació al parlament)
- Hizb-i Cedid, fundat el 1911

Un triomf en unes eleccions parcial l'11 de desembre de 1911 els va donar molta moral però a les eleccions del 1912, manipulades pels Joves Turcs, els liberals foren derrotats. Llavors la branca militar del partit, els Halaskar Zabitan Grubu (Grup d'Oficials Salvadors) va donar un cop d'estat deposant al govern de Küçük Mehmed Said Paixà el 17 de juliol, posant al front del país un gabinet contrari als Joves Turcs (Comitè Unió i Progrés) el 21 de juliol i dissolvent la cambra (5 d'agost). Les derrotes militars turques en la guerra contra Itàlia i l'esclat de la guerra dels Balcans el 16 d'octubre de 1912 van desacreditar al govern. El 29 d'octubre el gran visir Gazi Ahmed Muhtar Paixà va deixar el pas Kıbrıslı Mehmed Kamil Paixà que va ocupar el lloc per quarta vegada. El 23 de gener de 1913 un cop d'estat el va deposar i va retornar al poder als Joves Turcs, formant govern Mahmud Şevket Paixà. Encara que el Partit de la llibertat i de l'Entesa no fou proscrit, de fet ja no es va recuperar; alguns dels seus caps es van haver d'exiliar. Un intent de cop d'estat l'11 de juny de 1913 va causar la mort del gran visir, però va fracassar i llavors la repressió es va desencadenar, i diversos dirigents del partit foren executats o exiliats.
Es va refundar el 22 de gener de 1919. Es va oposar al moviment nacionalista d'Atatürk. Cinc dels seus líders formaren part del gabinet format el 4 de març de 1919 per Damad Ferid Paixà. Progressivament membres destacats van abandonar el partit i molts es van unir a Atatürk. El juny de 1919 van formar un Mutedil Hürriyet ve İtilaf Fırkası (mutedil = moderat). Més tard es van reunificar les dues ales sota la direcció del coronel Sadik però amb influència només a la capital, però els seus líders van ser incapaços d'omplir el buit deixat per la dissolució del Comitè d'Unió i Progrés i va fracassar a les eleccions de la tardor i el partit es va dissoldre el maig del 1920.